# ダニー・ハサウェイ (アルバム)
『ダニー・ハサウェイ』（Donny Hathaway）は、アメリカ合衆国のR&B歌手ダニー・ハサウェイが1971年に発表した2作目のスタジオ・アルバム。

## 背景
収録曲の大部分はカヴァー曲である。本作で唯一のオリジナル曲「テイク・ア・ラヴ・ソング」はイリノイ州シカゴのユニヴァーサル・スタジオで録音され、この曲のみハサウェイがセルフ・プロデュースした。
1993年の再発CDには、ボーナス・トラックが2曲追加された。「ディス・クリスマス」は1970年発表のシングル曲(Atco 45-6799)で、「ビー・ゼア」は同作のB面曲としてリリースされた曲である。なお、「ディス・クリスマス」は1972年のクリスマス・シーズンにヒットしており、12月23日付の『ビルボード』のクリスマス・シングル・チャートで11位となっている。

## 反響・評価
アメリカの総合アルバム・チャートBillboard 200では89位を記録。また、『ビルボード』のR&Bアルバム・チャートでは6位、ジャズ・アルバム・チャートでは13位に達した。1972年には、「ギヴィング・アップ」がB面にジョン・レノンのカヴァー「ジェラス・ガイ」を収録してシングル・カットされ、Billboard Hot 100で81位、『ビルボード』のR&Bシングル・チャートで21位を記録している。
ジョン・ブッシュはオールミュージックにおいて5点満点中3点を付け「『新しきソウルの光と道』が教会でクワイヤを指揮しているような作品だったのに対し、『ダニー・ハサウェイ』は、奉仕が終わった後の聖域で、男が独りで嘆いているように聴こえる」と評している。

## 収録曲
1. ギヴィング・アップ "Giving Up" (Clyde Wilson, Herbert Ross) – 6:24
2. ア・ソング・フォー・ユー "A Song for You" (Leon Russell) – 5:28
3. リトル・ガール "Little Girl" (Billy Preston) – 4:47
4. 兄弟の誓い "He Ain't Heavy, He's My Brother" (Bob Russell, Bobby Scott) – 5:55
5. マグニフィセント・サンクチュアリー・バンド "Magnificent Sanctuary Band" (Dorsey Burnette) – 4:24
6. シー・イズ・マイ・レディ "She Is My Lady" (George S. Clinton) – 5:33
7. アイ・ビリーヴ・イン・ミュージック "I Believe in Music" (Mac Davis) – 3:38
8. テイク・ア・ラヴ・ソング "Take a Love Song" (D. Hathaway, Nadine McKinnor) – 4:53
9. サインはピース "Put Your Hand in the Hand" (Gene MacLellan) – 3:49

### CDボーナス・トラック
1. ビー・ゼア "Be There" (Charles Ostiguy, D. Hathaway) – 3:05
2. ディス・クリスマス "This Christmas" (Donny Pitts, N. McKinnor) – 3:49

## 参加ミュージシャン
- ダニー・ハサウェイ - ボーカル、キーボード、アレンジ
- コーネル・デュプリー - ギター
- チャック・レイニー - ベース
- アル・ジャクソン・ジュニア - ドラムス
- キング・カーティス - テナー・サックス・ソロ(on #1)
- ジョー・ニューマン - トランペット・ソロ(on #6)
- シシー・ヒューストン（英語版） - バックグラウンド・ボーカル
- マーナ・スミス（英語版）  - バックグラウンド・ボーカル
- シルヴィア・シェムウェル - バックグラウンド・ボーカル
- ジュディ・クレイ  - バックグラウンド・ボーカル
- ディアドラ・タック  - バックグラウンド・ボーカル
- サミー・ターナー - バックグラウンド・ボーカル
- J・R・ベイリー  - バックグラウンド・ボーカル
- ロナルド・ブライト  - バックグラウンド・ボーカル
- マーナ・サマーズ  - バックグラウンド・ボーカル
- The Interdenominational Singers  - バックグラウンド・ボーカル
- アリフ・マーディン - ストリングス、ホーン&コーラス・アレンジ(on #2, #5, #6, #7, #9)

下記のミュージシャンは「テイク・ア・ラヴ・ソング」のみ参加。
- フィル・アップチャーチ - エレクトリックベース
- スティーヴ・ノヴォセル - ベース
- モリス・ジェニングス - ドラムス
- I・ストーン - バックグラウンド・ボーカル
- S・ホワイト - バックグラウンド・ボーカル
- L・タインズ - バックグラウンド・ボーカル